# Beierochelifer geoffroyi
Espèce
Beierochelifer geoffroyi est une espèce de pseudoscorpions de la famille des Cheliferidae.

## Distribution
Cette espèce est endémique de Provence-Alpes-Côte d'Azur en France. Elle se rencontre dans les Alpes-de-Haute-Provence vers Mézel.
Cette espèce corticicole a été découverte dans l'écorce d'un Érable sycomore.

## Description
Le mâle holotype mesure 2,700 mm et la femelle paratype 3,400 mm.

## Étymologie
Cette espèce est nommée en l'honneur de Jean-Jacques Geoffroy.

## Publication originale
- Heurtault, 1981 : Présence et signification dans la France méditerranéenne des espèces des genres Beierochelifer, Cheirochelifer et Calocheiridius (Arachnides, Pseudoscorpions). Atti della Società Toscana di Scienze Naturali, Memorie B, vol. 88 supplement, p. 209-222 (texte intégral).